# جوني ميلر (لاعب غولف)
جوني ميلر (بالإنجليزية: Johnny Miller)‏ هو لاعب غولف أمريكي، ولد في 29 أبريل 1947 في سان فرانسيسكو في الولايات المتحدة.

## وصلات خارجية
- جوني ميلر على موقع رابطة لاعبي الغولف المحترفين (الإنجليزية)
- جوني ميلر على موقع رابطة أوروبا للاعبي الغولف المحترفين (الإنجليزية)
- جوني ميلر على موقع رابطة اليابان للاعبي الغولف المحترفين (الإنجليزية)
- جوني ميلر على موقع التصنيف العالمي الرسمي للغولف (الإنجليزية)
- جوني ميلر على موقع IMDb (الإنجليزية)
- جوني ميلر على موقع إن إن دي بي (الإنجليزية)
- جوني ميلر على موقع قاعدة بيانات الفيلم (الإنجليزية)